# Jackson Morton
Jackson Morton (Fredericksburg, 1794. augusztus 10. – Milton, 1874. november 20.) az Amerikai Egyesült Államok szenátora (Florida, 1849–1855).